# بازگشت بتمن
بازگشت بتمن (به انگلیسی: Batman Returns) فیلمی ابرقهرمانی و عنوان دومین فیلم از سری فیلم‌های بتمن است که در سال ۱۹۹۲ به کارگردانی تیم برتون ساخته شده‌است که دنباله فیلم بتمن (۱۹۸۹) است. در این فیلم بازیگرانی مثل مایکل کیتون در نقش بروس وین/بتمن، میشل فایفر در نقش سلینا کایل/زن گربه‌ای، کریستوفر واکن در نقش ماکس شرک و دنی دویتو در نقش پنگوئن بازی کرده‌اند. در این فیلم بتمن با مردی عجیب و بدذات به نام پنگوئن، که نقشه دارد کنترل گاتهام سیتی را به دست بگیرد، مقابله می‌کند.
برتون در ابتدا قصد نداشت که فیلم دیگری از بتمن را کارگردانی کند. برادران وارنر، سام هام را برای نویسندگی استخدام کردند. برتون نیز با کارگردانی موافقت کرد. مایکل کیتون نقش بتمن را بار دیگر تکرار می‌کند، و در ابتدا قرار بود که آنت بنینگ بازیگر نقش زن گربه‌ای باشد اما به دلیل بارداری؛ میشل فایفر جایگزین او شد. پیش از فایفر نیز بازیگرانی چون مریل استریپ، نیکول کیدمن، سیگورنی ویور و جودی فاستر برای این نقش در نظر گرفته شده‌بودند. همچنین پیش از آنکه دنی دویتو برای نقش پنگوئن انتخاب شود، به داستین هافمن پیشنهاد داده‌شد، اما او رد کرد. از دیگرا بازیگرانی که برای این نقش در نظر گرفته شده‌بودند، می‌توان به مارلون براندو، جان کندی و جان گودمن اشاره کرد.
بازگشت بتمن در ۱۹ ژوئن ۱۹۹۲ اکران شد و بیش از ۲۶۶ میلیون دلار فروش جهانی کسب کرد و تبدیل به سومین فیلم پرفروش آمریکا در سال ۱۹۹۲ و ششمین فیلم پرفروش سال شد. فیلم همچنین مورد تحسین قرار گرفت و منتقدان سکانس‌های اکشن، جلوه‌های بصری، بازی بازیگران و موسیقی فیلم را ستودند، گرچه برخی از لحن تیره و خشونت آن انتقاد کردند. فیلم نامزد دو جایزه اسکار و دو جایزه بفتا شد. بازگشت بتمن در سال ۲۰۰۸، در رده ۴۰۱ از ۵۰۰ فیلم برتر امپایر قرار گرفت.
دنباله این فیلم با عنوان بتمن برای همیشه در سال ۱۹۹۵ اکران شد.

## داستان
بروس وین (بتمن) باید با کت ومن (میشل فایفر) و اسوالد کاپلبوت که به پنگوین ملقب است مبارزه کند. پنگوین به خاطر شکل غیر متعارفش از سوی پدر و مادرش طرد شده و به آب انداخته شده‌است جریان آب او را به باغ وحش شهر می‌رساند و حالا او بعد از ۳۳ سال می‌خواهد هویت واقعی خودش را کشف کند و همان‌طور از مردم شهر گاتهام انتقام بگیرد.

## بازیگران
- مایکل کیتون در نقش بروس وین/بتمن
- دنی دویتو در نقش اسوالد کاپلبوت/پنگوئن
- میشل فایفر در نقش سلینا کایل/زن گربه‌ای
- کریستوفر واکن در نقش مکس شرک
- مایکل گاف در نقش آلفرد پنی‌ورث
- پت هینگل در نقش جیمز گوردون
- مایکل مورفی در نقش شهردار

## جوایز
- کاندیدای اسکار بهترین جلوه‌های ویژه
- کاندیدای اسکار بهترین چهره‌پردازی و آرایش مو[۱]
- کاندیدای بفتای بهترین جلوه‌های ویژه
- کاندیدای بفتای بهترین چهره‌پردازی و آرایش مو
- کاندیدای جایزه سینمایی ام‌تی‌وی بهترین نقش منفی برای دنی دویتو
- کاندیدای جایزه سینمایی ام‌تی‌وی بهترین بوسه برای مایکل کیتون و میشل فایفر
- کاندیدای جایزه ام‌تی‌وی بهترین بازیگر زن برای میشل فایفر
- کاندیدای جایزه ساترن بهترین فیلم فانتزی
- کاندیدای جایزه ساترن بهترین کارگردانی برای تیم برتون
- کاندیدای جایزه ساترن بهترین بازیگر نقش مکمل مرد برای دنی دویتو
- برنده جایزه ساترن بهترین گریم و آرایش مو